# Juriji der Klee
Juriji der Klee (Madrid, 8 de agosto de 1990) es una artista de performance, cantante y drag queen hispano-belga. Es conocida por formar parte del grupo de cabaret de Madame Arthur en París y por participar en la segunda temporada de Drag Race España.

## Vida y carrera
Nació en Madrid el 8 de agosto del año 1990. A los cinco años de edad se mudó a Bruselas, en Bélgica, aunque conservó el contacto con su familia en España y viajaba a menudo entre los dos países. En una entrevista para KET afirmó que el nombre de Juriji lo creó a los 13 años, cuando lo utilizó para definir su usuario de correo electrónico. A los 18 empezó a recibir clases de canto lírico, como contratenor, edad a la que también empezó a hacer drag.
Durante un tiempo, estuvo cantando en exhibiciones de moda en París y Bruselas, realizando espectáculos en los que mezclaba el arte performativo y la música y trabajando con diseñadores como Jean-Paul Lespagnard y Louise Leconte. En el año 2013, fue invitada a realizar una performance en el Centro Pompidou; ese mismo año lanzó su álbum Broken. A mediados de 2018 entró a formar parte del grupo de cabaret de Madame Arthur, un reconocido espectáculo de cabaret del XVIII distrito de la ciudad que se realiza desde el año 1946.
En el año 2022 participó en la segunda temporada de Drag Race España. Tras el concurso, pasó a formar parte del espectáculo Gran Hotel de las Reinas.
En 2024 participó en la primera temporada de Drag Race España: All Stars, quedando en tercera posición.

## Estética y estilo musical

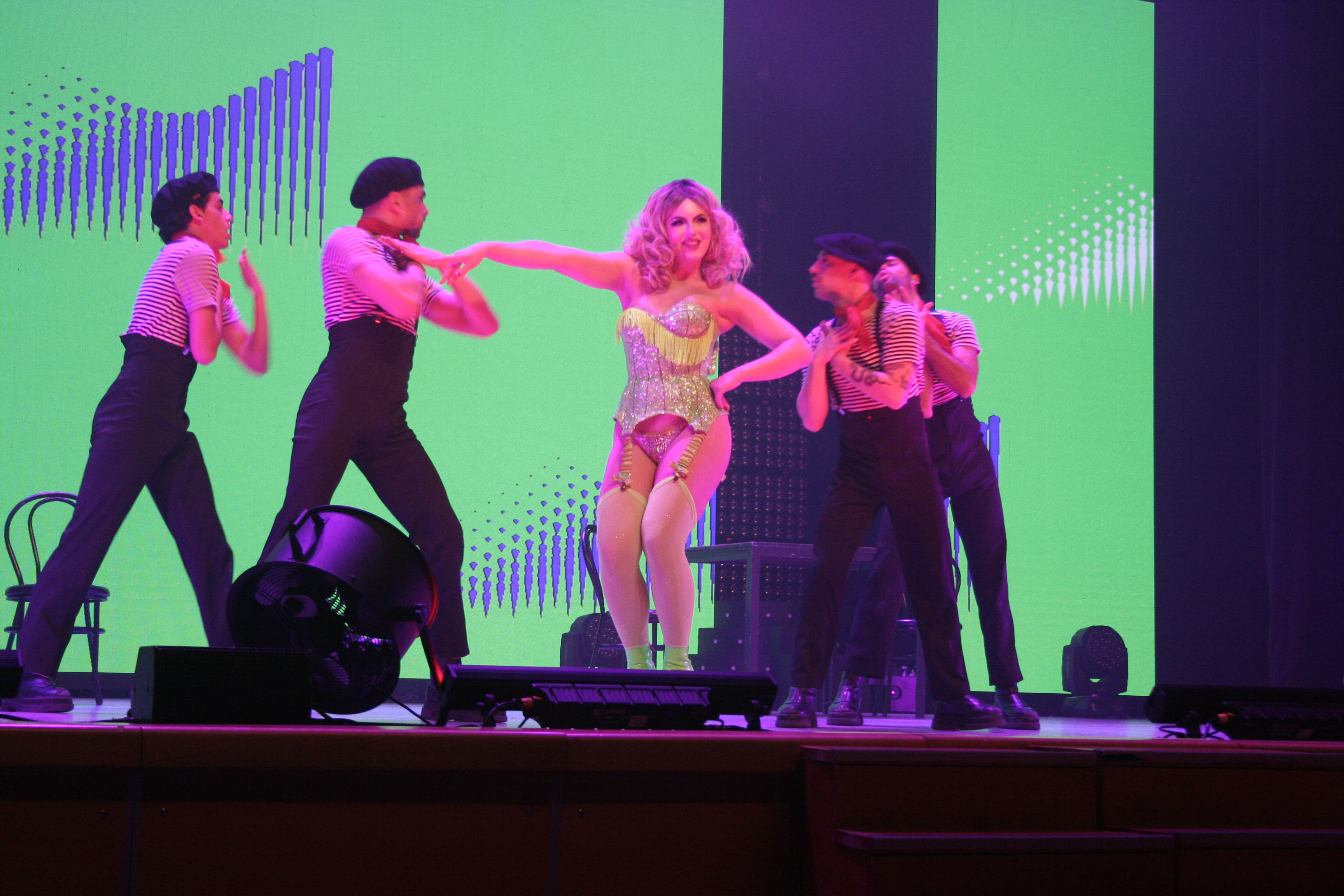
Juriji der Klee en el Gran Hotel de las Reinas 2022 en Valladolid

En una entrevista en 2020, Juriji afirmó que en sus comienzos le atraía la estética de los castrati, a quienes consideraba «los primeros drag de su época, rodeados de plumas, maquillaje, pelucas y corsés». En un artículo para Dazed del año 2013, declaró que la mayoría de sus referentes se hallaban en los años 80: «siempre me han inspirado artistas con una estética fuerte como Nina Hagen, Klaus Nomi, Madonna y David Bowie». En el mismo, se definía su estilo musical como «una mezcla de elegantes melodías barrocas y ritmos de música electrónica».

## Discografía

### Álbumes
- 2013: Broken[5]

### Sencillos
- 2022: «XIXI»[12]

## Filmografía

### Cine
| Año  | Título                         | Dirección | Personaje |
| ---- | ------------------------------ | --------- | --------- |
| 2024 | Un mal día lo tiene cualquiera | Eva Hache | Curator   |

### Televisión
| Año  | Título                      | Personaje  | Cadena      | Notas                        |
| ---- | --------------------------- | ---------- | ----------- | ---------------------------- |
| 2022 | Drag Race España            | Ella misma | Atresplayer | Concursante - 5.º puesto     |
| 2022 | Gran Hotel de las Reinas    | Ella misma | Atresplayer |                              |
| 2023 | Cardo                       |            | Atresplayer | 1 episodio                   |
| 2023 | Drag Race Bélgica           | Ella misma | Tipik       | Invitada,1 programa          |
| 2023 | Vestidas de azul            | Coccinelle | Atresplayer | 1 episodio                   |
| 2024 | Drag Race España: All Stars | Ella misma | Atresplayer | Concursante - 3.º/4.º puesto |